# Daniel Clowes

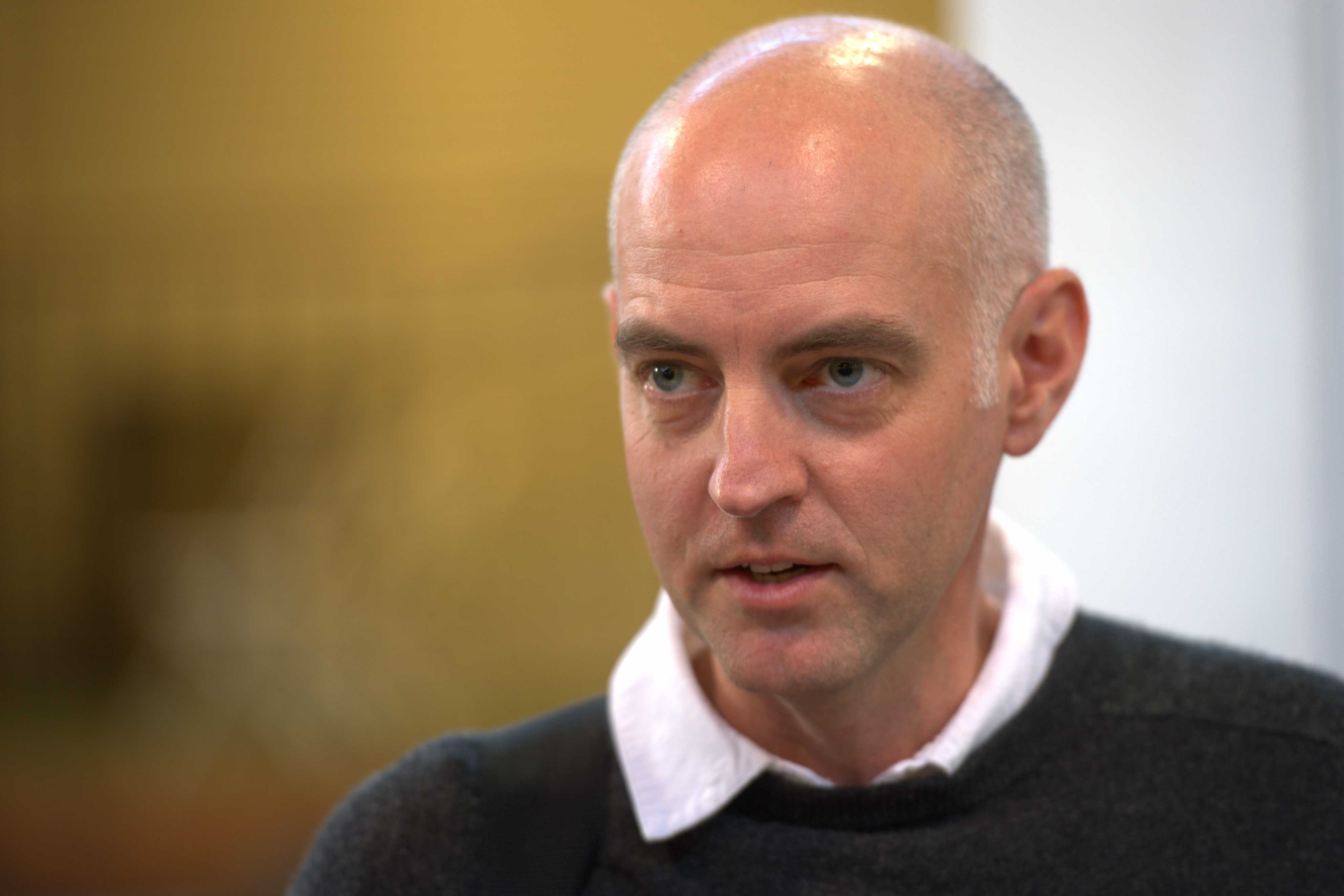
Daniel Clowes na Alternative Press Expo de 2010

Daniel Gillespie Clowes (Chicago, 14 de abril de 1961) é um quadrinista norte-americano. Também fez ilustrações para um grande número de revistas, como The New Yorker, Details, Esquire e Village Art, entre outras; cartazes para o cinema (entre eles o do filme de Todd Solondz Happiness; e inclusive desenhos animados (o videoclipe de "I don't wanna grow up" de The Ramones).

## Biografia
Clowes estudou arte no Pratt Institute do Brooklyn, Nova York. Ao terminar seus estudos tentou infrutiferamente conseguir trabalho como ilustrador em Nova York. Entre 1985 e 1989 colaborou com textos e desenhos para a revista Cracked, onde desenvolveu sobretudo uma seção titulada "The Uggly Family". Em 1985 estreou nas histórias em quadrinhos publicando em Love and Rockets, a revista dos "Hernandez Bros." (Gilbert e Jaime Hernández), uma história protagonizada pela personagem Lloyd Llewellyn. Posteriormente publicou-se uma série de seis revistas em quadrinhos em preto e branco consagrados à personagem, bem como um especial, The All-New Lloyd Llewellyn Special (1988). 
Em 1989  o primeiro número de uma no revista em quadrinhos realizado por Clowes, Eightball. Além de várias historietas curtas autoconclusivas, Clowes desenvolveu nesta publicação vários relatos de maior extensão: a surrealista e sinistra Como uma luva de veludo moldada em ferro ("Like A Velvet Glove Cast In Iron", nos números 1-10); Ghost World (números 11-18), que foi levada ao cinema por Terry Zwigoff; e David Boring (19-21). Todos estes títulos foram posteriormente publicados como romances gráficos. Clowes aproveitou para incursionar no mundo do cinema, adaptando seus próprios roteiros para o cinema (é o caso do filme Ghost World, pelo qual recebeu uma indicação ao Oscar). Também colaborou nos anos 90 com a Coca-Cola ao prestar seus desenhos para promover a frustrada OK Soda, um refrigerante cujo púbico alvo era a Geração X.
As últimas edições de Eightball são os números 22 ("Ice Haven", 2001) e 23 ("The Death-Ray", 2004), concebidos como narrações independentes e publicados a cores e em formato de grande tamanho. Para a primeira delas, inventou o termo "comic-strip novel" para evitar o de graphic novel, então em voga.

## Obras

### Revistas em quadrinhos
- Lloyd Llewelyn #1-#6 e um especial. O último número publicou-se em dezembro de 1988
- Eightball #1-#23. O número 23 publicou-se em junho de 2004.

### Coletâneas
- Like a Velvet Glove Cast in Iron (Eightball #1-#10) 
  - Tradução em português brasileiro: Como uma luva de veludo moldada em ferro. Ed.Conrad, 2003.
- Orgy Bound
- Lout Rampage9
- Ghost World (Eightball #11-#18)
  - Tradução em português brasileiro: Mundo fantasma. Gal Editora, 2013.
- Caricature Coletânea de várias historietas curtas aparecidas em Eightball e outra publicada na Esquire.
- David Boring  (Eightball #19-#21)
  - Tradução em português brasileiro: David Boring. Ed. Nemo, 2019.
- Twentieth Century Eightball. Coletânea de várias histórias curtas publicadas na Eightball.
- Ice Haven. Edição corrigida e ampliada da história aparecida no número 22 de Eightball.
- Lloyd Llewellyn 1. Coletânea de histórias da personagem Lloyd Llewellyn aparecidas entre 1986 e 1988.

### Romances gráficos originais
- Wilson (2010). A revista Time situou-a no #6 lugar em sua lista anual: Melhores livros de ficção do ano 2010. 
  - Tradução em português brasileiro: Wilson, Quadrinhos na Cia, 2012.
- Patience (2016) [3]
  - Tradução em português brasileiro: Paciência, Ed. Nemo, 2017.[4]